# Urgleptes euprepes
Urgleptes euprepes es una especie de escarabajo longicornio del género Urgleptes, tribu Acanthocinini, subfamilia Lamiinae. Fue descrita científicamente por Bates en 1885.

## Descripción
Mide 5,3 milímetros de longitud.

## Distribución
Se distribuye por México.